# جسی ریندوم
جسی ریندوم (دانمارکی: Jessie Rindom؛ ‏ ۴ اکتبر ۱۹۰۳ – ۸ ژانویهٔ ۱۹۸۱) بازیگر اهل دانمارک بود.
از فیلم‌هایی که وی در آن‌ها نقش داشته است، می‌توان به مهمانی اداره اشاره نمود.